# 宮內節育器

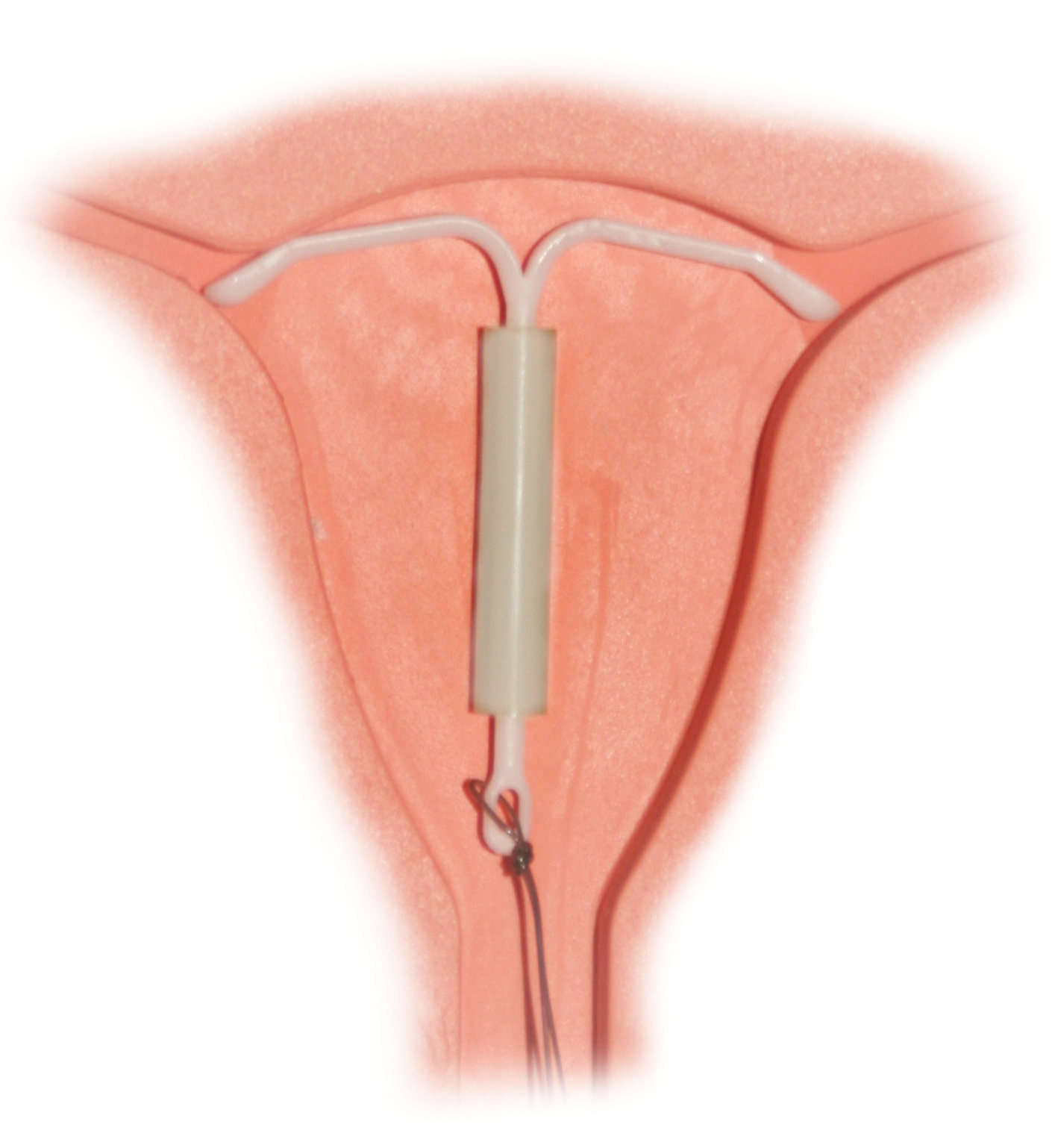
一种激素型避孕器

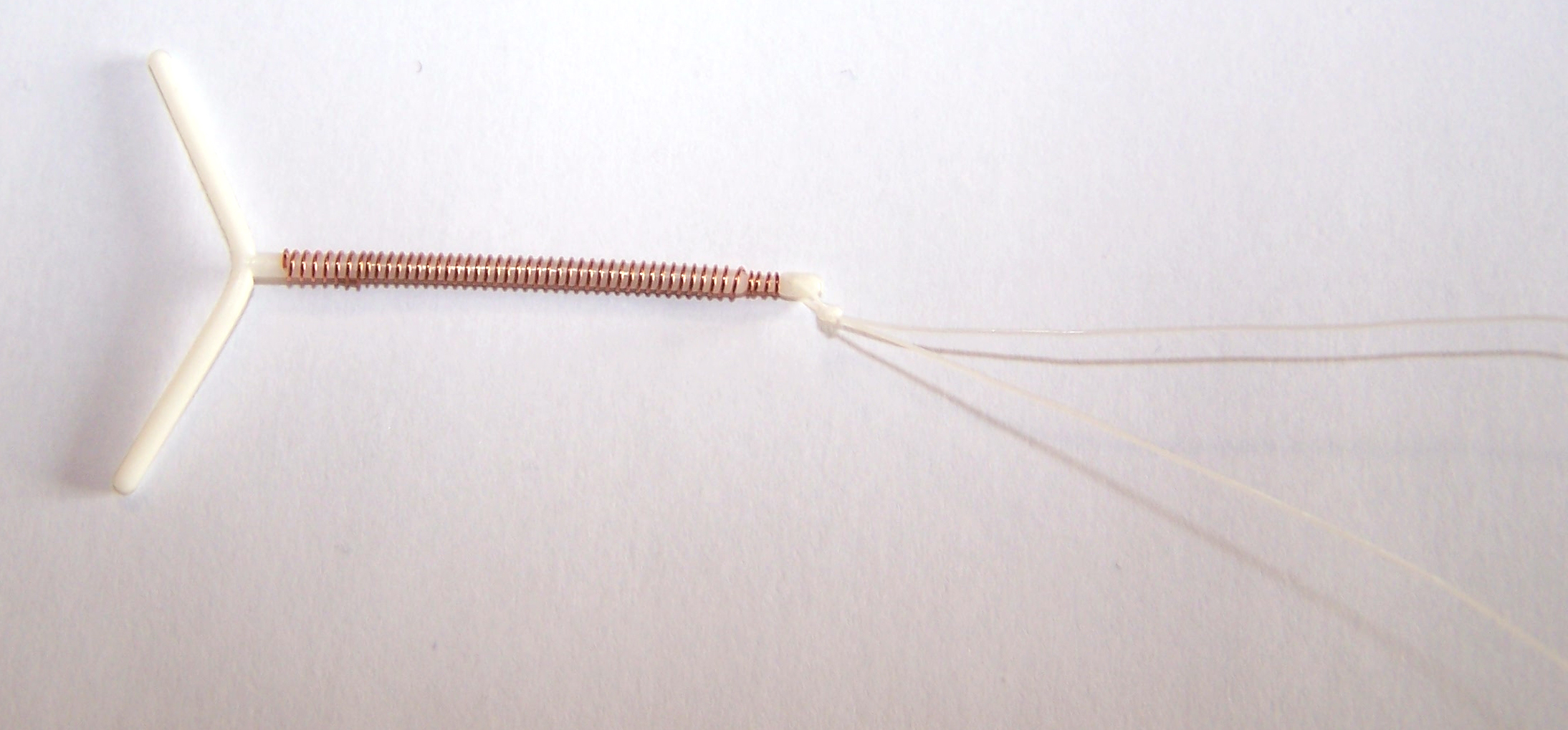
一种铜避孕器

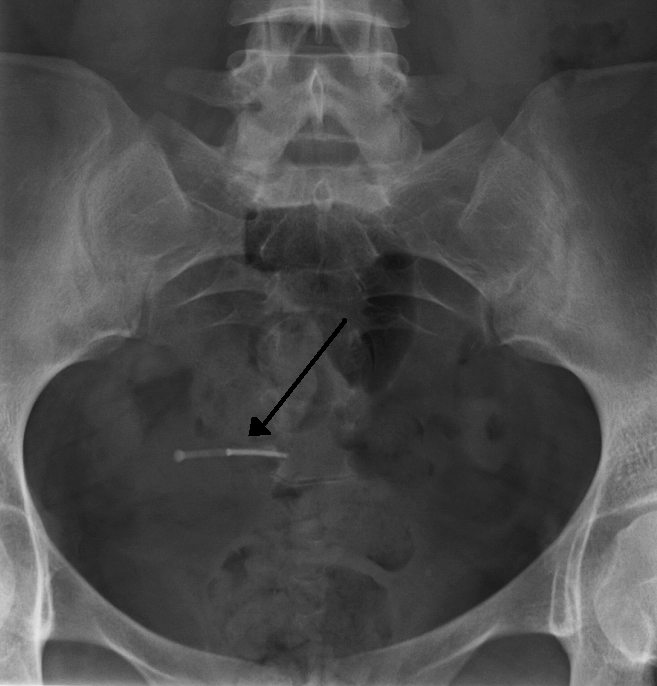
X射线照射显示白色部份安装有避孕器（箭头所指）

宮內節育器（IUD）或子宮內避孕器（intrauterine contraceptive device，IUCD/ICD），簡稱避孕器，是一种放置在子宫腔内的避孕装置。因早期設計為圓形，別稱子宮環、節育環、避孕環，現今一般多为T形。由醫生采用无菌技术放入子宮，在有效期限内可提供避孕效果。宮內節育器通过改变或抑制精子移动和卵子运输起作用，对异物的无菌性炎症反应使胚泡着床受阻，是一种安全、高效、可逆性长效节育措施。
在眾多避孕方式中，使用者對於避孕植入物的滿意度最高，而宮內節育器就是其中一類。有研究指出家庭計劃提供者中有41.7%選用長效可逆避孕裝置，較一般大眾的12.1%要高。
宮內節育器對於青少女及先前未曾懷孕過的女性也是安全有效的；此外，即便已使用節育器很長一段時間，只要加以移除，女性的生育能力即會迅速回復正常。使用含銅節育器的避孕失敗率大約為0.8%，而含有激素（左炔诺孕酮）的節育器在使用第1年期間的避孕失敗率則只有大約0.2%。相較之下，男性結紮及性交時使用保險套的避孕失敗率則分別為0.15%及15%。另外當女性發生不安全性行為時，也可在5天內使用含銅節育器來緊急避孕。
使用銅製節育器可能會增加月經的出血量，導致更嚴重的經痛；而改用塗抹激素的節育器則除了避育的效果外，還可同時減少或是完全停止月經。不過在使用後的前幾個月女性反而可能會每日出血，大概要經過3個月才能減少90%的出血量。至於經痛則可服用非類固醇消炎藥加以緩解。更嚴重的潛在併發症包含節育器本身脫落（expulsion）（約2至5%）及罕見的子宮穿孔（少於0.7%）等。宮內節育器不會影響哺乳，所以可在母親分娩後立刻置入；此外，當婦女墮胎後也可立刻置入。
美國使用宮內節育器的比例由1995年的0.8%上昇到2006年至2010年的5.6%。自1800年代起就已有宮內節育器的避孕方式。以往有一種稱為達康盾的宮內節育器，因為會提高骨盆腔發炎（PID）的風險，已不再使用。目前使用的宮內節育器，若女性在置入時沒有性傳染疾病，宮內節育器不會提高骨盆腔發炎的風險。
在合格的产品和专业人员放置的情况下，宮內節育器是一种相对安全有效的避孕方式。全世界有近1.8億名婦女使用。中国已婚育龄（50岁以下）妇女中宫内节育器使用人数达1.3億人。

## 类型
宮內節育器可分为含激素类和含铜类。激素可缓慢释放，使女性不孕，有效期可达5年；而铜会缓慢放出铜离子，防止怀孕，有效期可达12年。

### 激素型避孕器
激素型避孕器会在子宫中缓慢释放激素以防止怀孕。有效期因产品而异。优点包括月经的量会减少，可以治疗经血过量，纠正月经不调。副作用和避孕药相似。

### 含銅避孕器
含銅避孕器的主要作用原理是减弱精子活性，从而阻止受精。它在子宫内会缓慢释放出的铜离子有杀精子作用，而且会提高子宫内前列腺素和白细胞的浓度，使精子无法穿过宫颈粘液。据统计，它第一年的失败率为0.2%-2.2%。
非激素型避孕器一般塑料材质，外面缠绕着金属铜，形状多为T形，安装时T上面的部分位于子宫上部。现在有些避孕器中加入了金、银等贵金属以减少腐蚀。不同的类型的有不同的使用期限。
它的优点：可作为紧急事后避孕手段（性行為發生後五天內）。不含激素，因此可以在哺乳期使用，取出后可迅速恢复生育能力。它的缺点：可能会造成经血过量和绞痛。

## 缺点和不良反应
和避孕套不同，宮內節育器不能防止性传播疾病，如艾滋病。有时宮內節育器会脱落，如果没有及时安装回去，则会导致避孕失效。
已知的不良反应有子宫穿孔、盆腔炎、痛经、月经不调、经血过多、一旦避孕失败则极有可能是宫外孕
通常情况下放置宫内节育器不需要止痛，但17%的未产妇和11%的经产妇疼痛严重，需要止痛。

## 中華人民共和國使用情形

### 中華人民共和國
中華人民共和国2012年实施995万（另一统计为720万）例放置宫内节育器手术（俗称上环）和180万（另一统计为284万）例取出宫内节育器手术，造成480例子宫穿孔和1952例感染，已婚育龄（50岁以下）妇女中宫内节育器使用人数达1亿3185万人。宫内节育器是中国的首要避孕措施，在所有避孕措施中使用率占54%，是避孕套的5倍多。

#### 中华人民共和国计划生育中的强制上环行为
强制上环曾經是中华人民共和国计划生育中的節育措施之一。由于上環可有效防止怀孕，从而减少計生部門的工作量。1982年至1983年钱信忠任国家计划生育委员会主任期间提出“一胎上环，二胎绝育”，创造了1983年一年放置宫内节育器1776万例的记录。虽然此后政策略有放松，但“一胎上环”的原则在许多地区延续至今，例如2014年修订的《广东省人口和计划生育条例》仍然规定“已生育一个子女的育龄夫妇，女方首选使用宫内节育器；已生育二个以上子女的，一方首选结扎措施”。
公安局辦證中心會以計生部門是否出具已上環證明為必要條件才可辦理小孩入戶口手續而強制婦女去上環，而不是婦女以自愿方式上環。而且有些上環衛生院的條件差，会造成子宫感染等并发症。